# Calendulauda alopex
La alondra vulpina (Calendulauda alopex) es una especie de ave paseriforme de la familia Alaudidae endémica del este de África.

## Distribución y hábitat
Habita en el cuerno de África y sus proximidades, distribuido por Etiopía oriental, noroeste de Somalia, centro de Kenia y el norte de Tanzania.
Se distribuye por un área estimada de 100.000 a 1.000.000 de km², donde vive comúnmente en matorrales.